# Kaji Akira
Kaji Akira (加地 亮 Gia Địa Lượng, sinh ngày 13 tháng 1 năm 1980) là một cựu cầu thủ bóng đá Nhật Bản. Anh từng thi đấu cho Đội tuyển bóng đá quốc gia Nhật Bản.

## Thống kê sự nghiệp
| Đội tuyển bóng đá Nhật Bản | Đội tuyển bóng đá Nhật Bản | Đội tuyển bóng đá Nhật Bản |
| Năm                        | Trận                       | Bàn                        |
| -------------------------- | -------------------------- | -------------------------- |
| 2003                       | 1                          | 0                          |
| 2004                       | 20                         | 0                          |
| 2005                       | 14                         | 1                          |
| 2006                       | 14                         | 0                          |
| 2007                       | 11                         | 1                          |
| 2008                       | 4                          | 0                          |
| Tổng cộng                  | 64                         | 2                          |